# Singjay
Singjaying es una forma de canto vocal jamaicana típica del reggae que combina el toasting con el canto a través de la cual el cantante logra toda una serie de matices y embellecimiento tanto a nivel rítmico como de la textura vocal en las canciones.
La fusión de canto con toasting se produjo en los inicios del reggae. Músicos como Big Youth llevaron a cabo esa fusión en temas como “Sky Juice”, “Every Nigger Is A Star” y “Hit The Road Jack”. Ha de notarse que el término "singjay" no se aplica realmente a los deejays que pasaban a cantar, sino realmente a los cantantes que se pasaban al deejaying. Entre los primeros artistas que llevaron a cabo lo que más adelante se conocería como singjaying se encuentra Michael Rose, que tenía la costumbre de integrar scats muy rítmicos pero completamente carentes de significado en sus temas de roots reggae.
Cuando el ritmo del reggae cambió hacia finales de los años 70 y se convirtió en lo que actualmente se conoce como "rockers", también cambió la temática. Los temas clásicos del roots iban siendo cambiados por canciones inspiradas en la vida en el dancehall. Este cambio también afectó a la forma de las vocales. Artistas como Barrington Levy, Echo Minott y Little John representan este nuevo estilo de singjay, o "rockers singjay". Hacia mediados de los 80, el estilo singjay pasó a convertirse en la forma dominante de las vocales en la música jamaicana. Tenor Saw, Eek-A-Mouse, Anthony Red Rose, King Kong, Pinchers, Wayne Smith, Courtney Melody, Conroy Smith, Lilly Melody, Sanchez, Wayne Palmer, Thriller U, Eccleton Jarrett, Nitty Gritty y Yami Bolo son todos singjays originales.
- Datos: Q1247105